# Gęsice (gmina)
Gęsice – dawna gmina wiejska istniejąca do 1954 roku w woj. kieleckim. Siedzibą władz gminy były Gęsice, a następnie Zbelutka. 
Gminę zbiorową Grzegorzowice utworzono 13 stycznia 1867 w związku z reformą administracyjną Królestwa Polskiego. Gmina weszła w skład nowego powiatu opatowskiego w guberni radomskiej i liczyła 1619 mieszkańców.
W okresie międzywojennym gmina Gęsice należała do powiatu opatowskiego w woj. kieleckim. Podczas okupacji hitlerowskiej, jako jedyna gmina powiatu opatowskiego, została zniesiona.
Po wojnie gmina znów przywrócono, zachowała przynależność administracyjną. Według stanu z dnia 1 lipca 1952 roku gmina składała się z 5 gromad: Duraczów, Gęsice, Melonek, Sadków i Zbelutka. Jednostka została zniesiona 29 września 1954 roku wraz z reformą wprowadzającą gromady w miejsce gmin.
Po reaktywowaniu gmin z dniem 1 stycznia 1973 roku gminy Gęsice nie przywrócono, a jej dawny obszar wszedł głównie w skład gminy Łagów w tymże powiecie i województwie.
| L.p. | Miejscowości         | Typ miejscowości | Budynki mieszkalne | Ludność ogółem | Polacy | Żydzi |
| ---- | -------------------- | ---------------- | ------------------ | -------------- | ------ | ----- |
|      | Gmina Gęsice:        |                  | 459                | 2462           | 2442   | 20    |
| 1    | Duraczów             | wieś             | 24                 | 136            | 136    | -     |
| 2    | Gęsice               | wieś             | 65                 | 360            | 360    | -     |
| 3    | Kozłów               | wieś             | 13                 | 72             | 72     | -     |
| 4    | Łagowica             | wieś             | 28                 | 158            | 158    | -     |
| 5    | Melonek              | wieś             | 41                 | 206            | 201    | 5     |
| 6    | Ruda                 | wieś             | 20                 | 118            | 118    | -     |
| 7    | Sadków               | wieś             | 91                 | 484            | 480    | 4     |
| 8    | Zbielutka            | wieś             | 148                | 754            | 754    | -     |
| 9    | Zbielutka Majorat    | kolonia          | 19                 | 113            | 113    | -     |
| 10   | Zbielutka Poduchowna | kolonia          | 10                 | 61             | 50     | 11    |